# أوسكار روجيري
أوسكار روجيري ألفريدو (بالإسبانية: Oscar Ruggeri)‏ (من مواليد 26 يناير 1962) هو لاعب كرة قدم أرجنتيني سابق والملقب ب «إل كابيزون» («صاحب أكبر رأس»)، روجيري هو واحد من المدافعين الأكثر نجاحا الذين مثلوا المنتخب الأرجنتيني. كان ضمن تشكيلة المنتخب الأرجنتيني عندما فاز بكأس العالم عام 1986.

## وصلات خارجية
- أوسكار روجيري على موقع الاتحاد الدولي (مؤرشف)  (الإنجليزية)
- أوسكار روجيري على موقع الاتحاد الأوربي (الإنجليزية)
- أوسكار روجيري على موقع قاعدة بيانات كرة القدم.إي يو (الإنجليزية)
- أوسكار روجيري على موقع ناشيونال فوتبول تيمز (الإنجليزية)
- أوسكار روجيري على موقع عالم كرة القدم.نت (الإنجليزية)
- sports Illustrated on Ruggeri
- (بالإسبانية) Ruggeri's Player statistics
- (بالإسبانية) Managerial statistics in the Argentine Primera
- (بالإسبانية) Futbol Factory profile (Archived)